# Azərbaycan Kuboku
La Coppa d'Azerbaigian (aze. Azərbaycan Kuboku) è la coppa nazionale di calcio dell'Azerbaigian, assegnata dall'AFFA. È il secondo torneo calcistico azero per importanza dopo la Premyer Liqası, massima divisione del campionato locale. La squadra più titolata è il Qarabağ.

## Statistiche

### Vittorie per club
| Squadra             | Vittorie | Secondi posti | Anni vittorie                                  |
| ------------------- | -------- | ------------- | ---------------------------------------------- |
| Qarabağ             | 8        | 4             | 1993, 2006, 2009, 2015, 2016, 2017, 2022, 2024 |
| Neftçi Baku         | 7        | 5             | 1995, 1996, 1999, 2002, 2004, 2013, 2014       |
| Kəpəz               | 4        | 0             | 1994, 1997, 1998, 2000                         |
| Xəzər-Lənkəran      | 3        | 3             | 2007, 2008, 2011                               |
| FK Baku             | 3        | 0             | 2005, 2010, 2012                               |
| Şamaxı              | 2        | 4             | 2018, 2021                                     |
| Qəbələ              | 2        | 3             | 2019, 2023                                     |
| İnşaatçı            | 1        | 0             | 1992                                           |
| Şəfa                | 1        | 0             | 2001                                           |
| Sabah               | 1        | 0             | 2025                                           |
| Şəmkir              | 0        | 3             |                                                |
| Kur-Nur Mingachevir | 0        | 2             |                                                |
| Sumqayıt            | 0        | 2             |                                                |
| Zirə                | 0        | 2             |                                                |
| Insaatci Sabirabad  | 0        | 1             |                                                |
| Karvan              | 0        | 1             |                                                |
| Khazri Buzovna      | 0        | 1             |                                                |
| MKT-Araz            | 0        | 1             |                                                |